# Лафаєтт (округ, Вісконсин)
Шаблон:StateAbbr_ 42°40′ пн. ш. 90°08′ зх. д. / 42.66° пн. ш. 90.14° зх. д.
 Лафаєтт (англ. Lafayette County) — округ (графство) у штаті  Вісконсин. Ідентифікатор округу 55065.

## Історія
Округ утворений 1846 року.

## Демографія
За даними перепису 
2000 року 
загальне населення округу становило 16137 осіб, зокрема міського населення було , а сільського — 16137.
Серед них чоловіків — 8060, а жінок — 8077. В окрузі було 6211 домогосподарств, 4378 родин, які мешкали в 6674 будинках.
Середній розмір родини становив 3,1.
Віковий розподіл населення поданий у таблиці:
| Стать    | До 15 років | 15-21 | 22-29 | 30-39 | 40-49 | 50-65 | 65-85 | Понад 85 |
| -------- | ----------- | ----- | ----- | ----- | ----- | ----- | ----- | -------- |
| Чоловіки | 1774        | 899   | 620   | 1121  | 1347  | 1198  | 1006  | 95       |
| Жінки    | 1682        | 811   | 575   | 1118  | 1265  | 1174  | 1216  | 236      |

## Суміжні округи
- Айова — північ
- Ґрін — схід
- Стівенсон, Іллінойс — південний схід
- Джо-Дейвісс, Іллінойс — південь
- Грант — захід

## Виноски
1. ↑  U.S. Decennial Census. United States Census Bureau. Архів оригіналу за 4 квітня 2018. Процитовано 5 серпня 2015.
2. ↑  Historical Census Browser. University of Virginia Library. Архів оригіналу за 11 серпня 2012. Процитовано 5 серпня 2015.
3. ↑  Forstall, Richard L., ред. (27 березня 1995). Population of Counties by Decennial Census: 1900 to 1990. United States Census Bureau. Архів оригіналу за 18 липня 2015. Процитовано 5 серпня 2015.
4. ↑  Census 2000 PHC-T-4. Ranking Tables for Counties: 1990 and 2000 (PDF). United States Census Bureau. 2 квітня 2001. Архів оригіналу (PDF) за 18 грудня 2014. Процитовано 5 серпня 2015.
5. ↑  State & County QuickFacts. United States Census Bureau. Архів оригіналу за 6 червня 2011. Процитовано 21 січня 2014.(англ.) Наведено за англійською вікіпедією.
6. ↑  American FactFinder. Бюро перепису населення США. Архів оригіналу за 26 лютого 2012. Процитовано 31 січня 2008.

| США | Це незавершена стаття з географії США. Ви можете допомогти проєкту, виправивши або дописавши її. |